# Patrick Chisanga

Wappen von Patrick Chisanga

Patrick Chisanga OFMConv (* 16. Mai 1971 in Kamuchanga, Provinz Copperbelt, Sambia) ist Bischof von Mansa.

## Leben
Patrick Chisanga trat der Ordensgemeinschaft der Minoriten bei und legte 1992 die zeitliche Profess ab. 1998 legte er die ewige Profess ab. Chisanga empfing am 27. Juni 1999 das Sakrament der Priesterweihe.
Am 30. November 2013 ernannte ihn Papst Franziskus zum Bischof von Mansa. Die Bischofsweihe Spendete ihm der Erzbischof von Erzbistum Kasama, Ignatius Chama, am 1. Februar 2014. Mitkonsekratoren waren der emeritierte Regens der Apostolischen Pönitentiarie, Bischof Gianfranco Girotti OFMConv, und der Bischof von Chipata, George Cosmas Zumaire Lungu.